# Lysimachia esquirolii
Lysimachia esquirolii är en viveväxtart som beskrevs av Bonati. Lysimachia esquirolii ingår i släktet lysingar, och familjen viveväxter. Inga underarter finns listade i Catalogue of Life.